# Martin Adrien Bellier
Martin-Adrien Bellier, né le 16 août 1718 à Tonnerre, mort en juin 1793 sur l'île de la Réunion est le dernier gouverneur de l'Ile Bourbon, pour le compte de la Compagnie des Indes, avant son administration directe par le Royaume de France, du 31 mars 1767 au 4 novembre 1767.

## Biographie
Fils de Martin-Joseph Bellier, conseiller du Roi et échevin de Paris en 1704 et de Marie des Courtines, Martin-Adrien Bellier est employé de la Compagnie des Indes en 1738 lorsqu'il débarque sur l'Ile Bourbon.
D'abord sous-marchand puis notaire de la Compagnie, il est commandant de l'île en 1762, puis succède à François-Jacques Bertin comme gouverneur par intérim dans un climat d'incertitude.
En effet, la rivalité avec les Anglais dans l'Océan indien et ses conséquences économiques, puis la ruine de la Compagnie à partir de 1763, année du Traité de Paris, contraignent cette dernière à l'abandon des Mascareignes et à leur rétrocession au Roi le 14 juillet 1767.
Martin-Adrien Bellier continue alors d'assurer le gouvernement de l'île pour le compte du Roi de France Louis XV, jusqu'à l'arrivée du  nouveau gouverneur, Guillaume Léonard de Bellecombe, qui prend ses fonctions le 4 novembre 1767.
Martin-Adrien Bellier continue à vivre à l'Île Bourbon et à s'occuper de négoce, où il meurt en juin 1783. Il est à l'origine de la famille Bellier de la Réunion, qui a donné les trois branches principales Bellier de Beaufond, de Montrose et de Villentroy, seule subsistante aujourd'hui.